# Bloody week-end
 (septembre 2024).
Motif : Mise en forme et présentation à revoir, éditions à mettre par ordre chronologique.
Le Bloody week-end, fondé en 2010 par Loïc Bugnon,,, est un festival international du film fantastique se déroulant chaque année à Audincourt (Franche-Comté).
En 2023, le festival change de lieu : il se déroule dorénavant à Valentigney, sur le site des Longines.
C'est un événement culturel réunissant d’un côté une compétition internationale de courts-métrages et de l’autre une convention du film fantastique.

## Descriptif
La première édition s'est déroulée en 2010, à Audincourt,,, sur la volonté de rassembler les passionnées de cinéma de genre sur un week-end.
Dès la première année, passionnés du cinéma fantastique et néophytes se retrouvent autour de projections de courts et longs métrages, de conférences, rétrospectives en l'honneur des invités, animations (théâtre, magie, spectacles, F-X, cosplay, quiz...).
À partir de la seconde édition, en 2011, la compétition de courts-métrages (fiction et animation) sur le thème du fantastique, science-fiction, horreur... voit le jour avec la diffusion de films venus de l'international.
Un jury de professionnels du cinéma décerne quatre prix : 
- Le Grand prix,
- Le Prix du meilleur scénario.
- Le Prix des effets spéciaux.
- Le Prix du meilleur court-métrage d'animation.
- Le prix du public est décerné en fonction des votes des spectateurs à l'issue des séances.
- Le Prix du Jury Jeunes, décerné par un Jury-Jeunes composé de 5 lycéens de la Région Bourgogne Franche-Comté.

### Aucune compétition de courts- métrages en 2023 et 2024
Parmi les invités des dernières éditions, on peut citerJörg Buttgereit, Christina Lindberg, Simon Weisse, Emmanuelle Escourrou, Abdel Qissi, Jean-Baptiste Thoret, Camille Keaton, Laurent Melki, Heather Langenkamp, Martine Beswick, Marcus Nispel, Fred Williamson, Pascal Laugier, Robert Kurtzman, Sergio Martino, Linnea Quigley, Vernon Wells, Naomi Grossman, Igor et Grichka Bogdanoff, Lynn Lowry, Mick Garris, Ruggero Deodato, Jack Sholder, John McNaughton, Luigi Cozzi, Caroline Munro, Brian Yuzna, Graham Masterton, Philippe Nahon, Fabio Frizzi, Catriona MacColl, Jack West, Jean-Pierre Dionnet, Dominique Pinon, Anthony Hickox ou encore René Manzor.
Le festival consacré au cinéma fantastique accueille également chaque année plus de cent artistes, peintres, sculpteurs, photographes, écrivains, auteurs de romans ou de bandes dessinées, maquilleurs, etc. ,.
Depuis 2012, un espace jeunesse permet aux plus jeunes de découvrir le fantastique sous toutes ses formes.
Organisé par l'association Bloody Zone, le festival se construit toute l'année par les actions de l'association, qui part à la rencontre du public dans les différents festivals en France et en Europe. Le festival a ainsi pu rassembler pour la  10e édition environ 7500 festivaliers.
L'association propose également des soirées découvertes, des conférences sur le cinéma fantastique, des ateliers maquillage en Franche-Comté, comme sur le territoire national.

## Éditions

### 2026, 16eédition
- date: du 30 au 31 mai 2026.
- invités

### 2025, Annulation
- date: du 24 au 25 mai 2025.
- Edition annulée pour raison budgétaire.

### 2024, 15eédition
- Date: du 22 mai au 23 mai 2024.
- aucune compétition de courts- métrages n’aura lieu pour l’année 2024
- Invités
- Michael Biehn
- Jennifer Blanc-Biehn
- Carl Toop
- Brigitte Lahaie
- Julien Maury

### 2023, 14eédition
- Dates: du 20 mai au 21 mai 2023
- aucune compétition de courts- métrages n’aura lieu pour l’année 2023.
- Invités
- Laurence R. Harvey
- Jörg Buttgereit
- Christina Lindberg
- Manard (batteur du groupe Ultra Vomit)
- Simon Weisse

### 2022,13eédition
- Dates : du 21 mai au 22 mai 2022

En raison des contraintes sanitaires encore incertaines concernant les projections, aucune compétition de courts- métrages n’aura lieu pour l’année 2022.
- Invités
- Laurence R. Harvey
- Emmanuelle Escourrou
- Jean-Baptiste Thoret
- AbdelQissi
- Azz l'épouvantail

### 2021,12eédition
Annulation du Festival en raison de la pandémie du coronavirus annulation du festival 
- Dates : du 28 mai au 30 mai 2021

### 2020,11eédition
Annulation du Festival en raison de la pandémie du coronavirus
- Dates : du 22 mai au 24 mai 2020

### 2019,10eédition
- Dates : du 31 mai au 2 juin 2019

#### Jury
- Heather Langenkamp (présidente du jury)[15],[16]
- Catriona MacColl [17]
- Martine Beswick [18]
- Camille Keaton [19]
- Laurent Melki (président Jury Jeunes)[20]
- Fabio Frizzi[21]
- Alain Schlockoff

#### Palmarès
30 courts-métrages sélectionnés en compétition 
- Grand Prix : Le petit monstre d’Anaïs Vachez (France)
- Prix du public : Wild Love de Paul Autric, Quentin Camus, Léa Georges, Maryka Laudet, Zoé Sottiaux, Corentin Yvergniaux (France)
- Prix meilleurs effets spéciaux : Graines d’Hervé Freiburger (France)
- Prix du meilleur scénario : Pleine campagne de Pierre Mouchet (France)
- Meilleur film d'animation : Sans Gravité de Charline Parisot, Jérémy Cissé, Fioretta Caterina Cosmidis, Flore Allier-Estrada, Maud Lemaître-Blanchart, Ludovic Abraham (France)
- Prix du jury jeunes : Milk de Santiago Menghini (Canada)
- Mention spéciale du jury : Bug de Cédric Prévost (France)

### 2018,9eédition
- Dates : du 1 au 3 juin 2018

#### Jury
- Marcus Nispel (président du jury)[23]
- Jeff Lieberman[24]
- Fred Williamson
- Pascal Laugier[25],[26]
- Robert Kurtzman[27]
- Alain Schlockoff
- Xavier Gens (président Jury Jeunes).

#### Palmarès
28 courts-métrages sélectionnés en compétition 
- Grand Prix : RIP : Caye Casas et Albert Pintó (Espagne)
- Prix du public : RIP : Caye Casas et Albert Pintó (Espagne)
- Prix meilleurs effets spéciaux : Overrun : Pierre Ropars, Antonin Derory, Diane Thirault, Jérémie Cottard, Matthieu Druaud, Adrien Zumbihl (France)
- Prix du meilleur scénario : La Station : Patrick Ridremont (France)
- Meilleur film d'animation : La Mort, Père et Fils : Denis Walgenwitz et Winshluss (France)
- Prix du jury jeunes : Event Horizon : Joséfa Celestin (France / Ecosse)
- Mention spéciale du jury : L’Ogre : Laurène Braibant (France)

### 2017,8eédition
- Dates : du 26 au 28 mai 2017

#### Jury
- Sergio Martino (président du jury)[29]
- Naomi Grossman[30]
- Vernon Wells[31]
- Lynn Lowry[32]
- Linnea Quigley[33]
- Igor et Grichka Bogdanoff[34]
- Frédérick Raynal (président Jury Jeunes)[35]

#### Palmarès
24 courts-métrages sélectionnés en compétition 
- Grand Prix : Siyah Cember (Black Ring) : Hasan Can Dagli (Turquie).
- Prix du public : Spooked : Spook et Gloom (France).
- Prix des effets-spéciaux : Animal : Jules Janaud et Fabrice Le Nézet (France).
- Prix du meilleur scénario : George : David Coudyser (France).
- Meilleur film d'animation : Beyond The Books - : MoPA 3D Animation (France).
- Prix du jury jeunes : Spooked : Spook et Gloom (France).
- Mention spéciale du jury : La Nuit Je Danse Avec La Mort : Vincent Gibaud (France) et Criaturitas : Ignasi lopez fabregas (Espagne).

### 2016,7eédition
- Dates : du 26 au 29 mai 2016

#### Jury
- Jack Sholder (président du jury)[37]
- Fabio Frizzi[38]
- Yannick Dahan[39]
- Catriona MacColl[40]
- Graham Masterton[41]
- Nicholas Vince[42],[43]
- John McNaughton[44]
- Alain Schlockoff[45]

#### Palmarès
22 courts-métrages sélectionnés en compétition 
- Grand Prix : Quenottes : Pascal Thiebaux et Gil Pinheiro (France)
- Prix du meilleur scénario : La Fille bionique : Stéphanie Cabdevilla (France)
- Meilleur film d'animation : Putsch : Julie Artigny, Claire Courrier, Florent Bossoutrot, Camille Savary, Lisa Bouët (France)
- Prix des effets spéciaux : Quenottes : Pascal Thiebaux et Gil Pinheiro (France)
- Prix du public :L'Ours : Xavier Seron et Méryl Fortunat-Rossi (Belgique)
- Prix Jury Jeunes : Tombes et Manèges : Nicolas ALBRECHT, Jérémie AURAY, Alexandre GARNIER, Antoine GIULIANI, Sandrine NORMAND, Ambre POCHET, Marc VISINTIN (France)
- Mention spéciale du jury : L'ours : Xavier Seron et Méryl Fortunat-Rossi (Belgique)

### 2015,6eédition
- Dates : du 29 au 31 mai 2015 [47],[48]

#### Jury
- Brian Yuzna (président du jury)[49],[50]
- Alain Schockoff[51]
- Jake West [52],[53]
- Jean-Pierre Dionnet [54],[55]
- Jean-Pierre Putters [56]
- Anthony Hickox  [57],[58]
- John Penney

#### Palmarès
28 courts-métrages sélectionnés en compétition 
- Grand Prix : Timothy : Marc Martínez Jordán (Espagne)
- Prix du meilleur scénario : Présence : Thomas Lebascle (France)
- Meilleur film d'animation : Imposteur : Elie Chapuis ( Suisse / France)
- Prix des effets spéciaux :Le désir du monstre : Aurélien Antezac (France)
- Prix du public :La maison de poussière : Jean-Claude Rozec (France)
- Prix Jury Jeunes :La maison de poussière : Jean-Claude Rozec (France)
- Mention spéciale du jury : Juliet  : Marc-Henri Boulier (France)

### 2014,5eédition
- Dates : du 30 mai au 1er juin 2014 [60],[61]

#### Jury
- René Manzor (président du jury)[62]
- Benjamin Rocher
- Ruggero Deodato
- Laurence R. Harvey
- Mick Garris
- Barbara Magnolfi
- Philippe Nahon

#### Palmarès
33 courts-métrages sélectionnés en compétition 
- Grand Prix : Shadow : Lorenzo Recio (France)
- Prix du meilleur scénario : Jiminy : Arthur Môlard (France)
- Meilleur film d'animation : Goutte d'or : Christophe Peladan (France/Danemark)
- Prix des effets spéciaux :ON OFF : Thierry Lorenzi  (France)
- Prix du public :Jiminy : Arthur Môlard (France)
- Mention spéciale du jury : Meet The Myth : Benjamin Barbelet, Jérôme Catayée, Amandine Claude, Thibault Pissot (France)

### 2013,4eédition
- Dates : du 28 au 30 juin 2013 [64], [65], [66]

#### Jury
- Caroline Munro (présidente du jury)[67],[68]
- Luigi Cozzi[69]
- Gérard Kikoïne
- Dominique Bettenfeld
- Jean-Pierre Andrevon
- Cédric Lava

#### Palmarès
22 courts-métrages sélectionnés en compétition :
- Grand Prix : Mascarades : Alexandre Jousse (France)
- Prix du meilleur scénario : Ma plus belle cravate - : Emmanuel Pasquet (France)
- Meilleur film d'animation : Tram - : Michaela Pavlatova (France / République tchèque)
- Prix des effets spéciaux :Jack Attack : Antonio Padovan et Bryan Norton  (États-Unis)
- Prix du public : Nostalgic z : Karl Bouteiller (France)

### 2012,3eédition
- Dates : du 6 au 8 juillet 2012 [71]

#### Jury
- Silvia Collatina (présidente du jury)
- Bobby Rhodes
- Giovanni Lombardo Radice
- Benjamin Rocher
- Olivier Afonso
- Philippe Nahon[72]
- Alain Schockoff

#### Palmarès
31 courts-métrages sélectionnés en compétition :
- Grand Prix : Brutal relax : Adrian Cordona : Rafa Dendra et David Munoz (Espagne)
- Prix du meilleur scénario : Employé du mois : Olivier Beguin (Suisse)
- Prix des effets spéciaux : Sudd : Erik Rosenlund (Suède)
- Meilleur film d'animation : Dripped - : Léo Verrier (France)
- Prix du public : Employé du mois : Olivier Beguin (Suisse)

### 2011,2deédition
- Dates : du 8 au 10 juillet 2011 [74]

#### Jury
- Dominique Pinon (président du jury)[75]
- Philippe Nahon
- Alain Schlockoff
- Jacques Olivier Molon
- Jacques Richard
- Cédric Sire[76]
- Ari Lehman

#### Palmarès
28 courts-métrages sélectionnés en compétition
- Grand Prix : Le Miroir : Sébastien Rossignol (France)
- Prix du meilleur scénario : Le Vivier : Sylvia Guillet  (France)
- Prix des effets spéciaux : Bloody Christmas 2, la révolte des sapins : Michel Leray (France)
- Coup de cœur du jury : Tous les hommes s'appellent Robert : Marc Henri Boulier (France)
- Prix du public : Le Vivier : Sylvia Guillet (France)

### 2010,1reédition
- Dates : 17 et 18 juillet 2010 [77],[78],[79]

#### Jury
- Philippe Nahon (président du jury)
- Franck Richard
- Jacques Olivier Molon
- Jacques Sirgent
- Nicolas Stanzick